# Tom wird geblitzt
Tom wird geblitzt  ist ein Zeichentrick-Kurzfilm aus dem Tom und Jerry-Franchise von Joseph Barbera und William Hanna aus dem Jahr 1957.

## Handlung
Tom schleicht sich in die Küche, öffnet den Kühlschrank und nimmt mehrere Bissen von einem Brathähnchen. Als George näher kommt, gerät er in Panik und legt das Hühnchen zurück. George bemerkt das halb aufgegessene Hühnchen und erklärt Joan herauszufinden wer das war: entweder Tom oder Spike. Tom beschließt die Tat Spike in die Schuhe zu schieben und platziert Fußabdrücke vom schlafenden Spike bis zum Kühlschrank. Als er das Hühnchen in der Nähe platzieren will, wird er von Jerry fotografiert.
George und Joan halten Spike für den Übeltäter und werfen ihn aus dem Haus. Spike muss mitansehen wie Tom den Rest des Hühnchen verspeist. 
Nun entwickelt Jerry die Bilder und beginnt, sie überall zu platzieren, um George und Joan von Spikes Unschuld zu überzeugen. Tom versucht die Bilder überall zu entfernen. Dabei richtet er einiges an Schaden an und verhält sich merkwürdig. George findet schließlich ein als Papierflieger gefaltetes Bild. Er wirft Tom heraus, was Jerry erneut fotografiert. Spike darf nach einer Entschuldigung von Joan und George wieder einziehen. Zusammen mit Jerry ergötzt er sich an den Bildern von Toms Rauswurf.

## Hintergrund
Tom wird geblitzt wurde von der Academy of Motion Picture Arts and Sciences für die Oscarverleihung 1958 in die Vorauswahl genommen, jedoch letztlich nicht nominiert.
In Deutschland erschien der Cartoon auf den DVDs Tom und Jerry – The Classic Collection 9 (2004) und Tom und Jerry – Streit ums Essen (2010).